# Anna Åström
Anna Åström (5 de noviembre de 1990) es una actriz sueca de cine y televisión nacida en Gråbo, una localidad cerca de Lerum. Su debut como actriz ocurrió en la serie de televisión de su país Dieselråttor och sjömansmöss en 2002, cuando todavía era una niña. Debutó en el cine en la película Shoo bre de 2012. Un año después, Åström actuó junto a los actores Gustaf Skarsgård y Kevin Naz en la película Us. También actuó en algunos episodios de la serie de televisión Vikings en 2013.

## Filmografía

### Cine y televisión
- 2019 - Midsommar
- 2019 - How You Look at Me
- 2017 - Excuse Me, I'm Looking for the Ping-pong Room and My Girlfriend (Corto)
- 2015 - Utopic Dystopia (Corto)
- 2016 - Svartsjön (TV)
- 2016 - Home Is Here
- 2016 - Dans la forêt
- 2015 - Code 100 (TV)
- 2015 - Kerstin Ström (Corto)
- 2014 - Sleeper Cell (Corto)
- 2014 - Viva Hate (TV)
- 2014 - Vikings (TV)
- 2013 - The Expedition (Corto)
- 2012 - Göra slut (Corto)
- 2012 - Kontoret (TV)
- 2012 - True people (TV)
- 2012 - Shoo bre
- 2012 - Arne Dahl: Ont blod (TV)
- 2011 - Welcome to Caligola (Corto)
- 2011 - Irene Huss (TV)
- 2011 - Drottningoffret (TV)
- 2010 - Kommissarie Winter (TV)
- 2002 - Dieselråttor och sjömansmöss (TV)